# Robbert de Rijk
Robbert de Rijk (Nieuwkoop, 11 oktober 1988) is een Nederlands voormalig langebaanschaatser die zich grotendeels richtte op het allround schaatsen. Na zijn schaatscarrière werkt De Rijk tegenwoordig als sportjournalist voor de NOS Sport en Schaatsen.nl.

## Biografie
De Rijk is lid van schaatsvereniging “STG Nino” en schaatste tot het seizoen 2009/2010 voor Gewest Noord-Holland-Utrecht. In het seizoen 2010/2011 schaatste de Rijk voor de schaatsploeg 1nP. In seizoen 2008-2009 plaatste hij zich voor de eerste maal voor het NK allround, waar hij op de 21e plaats eindigde. Het seizoen daarop wist hij zich voor het eerst te plaatsen voor het NK afstanden, waar hij actief was op de 1500m en 5000m, die hij respectievelijk op de 19e en 20e plaats afsloot. Op het NK allround van 2010 eindigde hij op de zevende plaats.

## Persoonlijk
De Rijk is getrouwd met oud-langebaanschaatsster Annouk van der Weijden.

## Persoonlijke records
| Afstand      | Tijd     | Datum         | Baan       |
| ------------ | -------- | ------------- | ---------- |
| 500 meter    | 36,70    | 21 maart 2009 | Calgary    |
| 1000 meter   | 1.10,67  | 21 maart 2009 | Calgary    |
| 1500 meter   | 1.46,64  | 19 maart 2009 | Calgary    |
| 3000 meter   | 3.45,81  | 18 maart 2009 | Calgary    |
| 5000 meter   | 6.31,74  | 19 maart 2009 | Calgary    |
| 10.000 meter | 14.00,49 | 7 maart 2010  | Heerenveen |

## Resultaten
| Jaar | NK Afstanden        | NK Allround |
| ---- | ------------------- | ----------- |
| 2009 |                     | NC21        |
| 2010 | 19e 1500m 20e 5000m | 7e          |
| 2011 | 17e 1000m           | NC16        |
| 2012 | 16e 1500m           | NC14        |

### Bestseller 60
| Boeken met noteringen in de Nederlandse Bestseller 60 | Jaar van verschijnen | Datum van binnenkomst | Hoogste positie | Aantal weken | Opmerkingen                   |
| ----------------------------------------------------- | -------------------- | --------------------- | --------------- | ------------ | ----------------------------- |
| Irene Schouten                                        | 2024                 | 06-11-2024            | 18              | 3*           | biografie over Irene Schouten |